# Elías Regules
Elías Regules Uriarte (Montevideo, 21 de marzo de 1861-Montevideo, 4 de noviembre de 1929)  fue médico, profesor, escritor y político uruguayo.

## Biografía

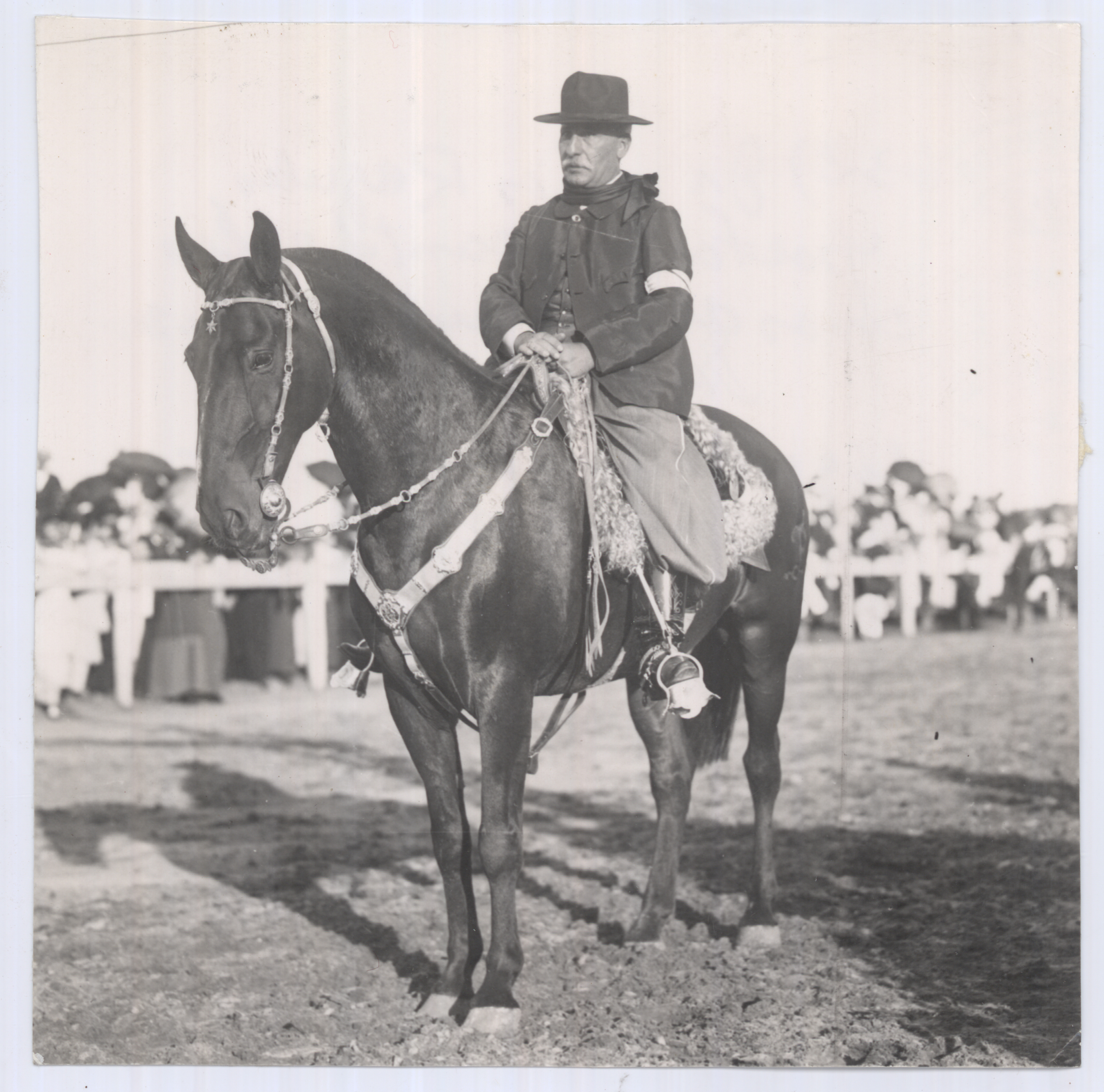
Elías Regules a caballo.

Nacido en Montevideo el 21 de marzo en 1861, a los seis años se traslada con su familia a la estancia a orillas del arroyo Malbajar, cerca de Sarandí del Yí, en el departamento de Durazno. En ese año, 1867, su padre funda Sarandí del Yí. En 1874 vuelve a Montevideo a estudiar. Al año siguiente funda la Sociedad Universitaria. En 1878 se recibe de Bachiller en letras, con las calificaciones más altas.

### Carrera profesional
En 1881 es designado alumno interno por concurso de la Clínica Quirúrgica. Se gradúa en la Facultad de Medicina de la Universidad de la República en 1883.
- 1884

- 1885 - Catedrático de Higiene y medicina legal (1885-1928).
- 1885 - Vicedecano de la Facultad de Medicina.
- 1887 - Médico de salubridad durante la epidemia de cólera.
- 1887 - Delegado técnico del Uruguay en el Congreso Sanitario de Río de Janeiro.
- 1888 - Decano de la Facultad (1888-1897) durante 4 reelecciones; su carrera culminaría en calidad de Rector de la Universidad (1922-1928).
- 1891 - Miembro del Consejo Penitenciario.
- 1893 - Presidente de la Asociación Fraternidad de Socorros Mutuos, Miembro fundador de la Sociedad Universitaria en 1875, que posteriormente daría origen al Ateneo de Montevideo.
- 1894 - Funda la Sociedad "LA CRIOLLA" - Embanderado en la reivindicación de las cosas del terruño el 24 de mayo de 1894 programa una fiesta campestre en una chacra en Piedras Blancas, con una excursión de jinetes desde el centro de la ciudad, a la usanza criolla y con los caballos con sus recados bien camperos. El paseo se realiza con todo éxito. Después de un almuerzo criollo Regules destaca los valores del gaucho y de las tradiciones de esta tierra y propone la fundación de una entidad para preservar esas costumbres nacionales con origen en la fundación de la Patria. Así surge la Sociedad "La Criolla". Como convinieron, el 25 de mayo se reúnen en la carpa de circo de los Hermanos Podestá y allí mismo 33 hombres echan las bases del primer movimiento tradicionalista, que hoy está vigente como entonces. El culto nativista ha entrado en el alma del pueblo.
- 1898 - Miembro honorario del Consejo de Enseñanza Secundaria y Superior.
- 1904 - Presidente de la comisión de Parques en la Junta de Auxilios, durante la Guerra Civil, Jefe de Expedición sanitaria a Masoller.
- 1909 - Miembro del Consejo directivo de la Facultad de Medicina y Delegado de esta al Consejo Universitario.
- 1912 - Presidente de la Sociedad Filantrópica Cristóbal Colón.
- 1913 - Delegado del Consejo D. de Enseñanza Secundaria y Preparatoria.
- 1921 - Miembro del Consejo de la Facultad de Medicina y delegado de este al Consejo Universitario. Miembro del Consejo Arbitral del Sindicato Médico del Uruguay.
- En 1922 fue nombrado Rector de la Universidad de la República durante dos períodos.[2]

### Actuación política
Fue un destacado miembro del Partido Constitucional; representando al mismo, fue integrante del Consejo de Estado del año 1898 instituido por Juan Lindolfo Cuestas, y posteriormente diputado por Rocha en el período 1899-1903.

### Vida literaria
Dentro de su producción literaria destaca su actuación como poeta nativista y como dramaturgo. En 1892 escribe para teatro El Entenao y Los gauchitos, obras que inician una nueva etapa en el Teatro Nacional. Fueron representadas por el Grupo de Teatro de José «Pepe» Podestá. En 1894 publica la primera edición de Versos criollos y La viveza de Juancito. En 1904 publica Pasto de cuchillas, a beneficio de la Sociedad Criolla.
Fue creador, fundador y primer presidente de la "Sociedad Criolla", primera de su género en toda América, creada el 25 de mayo de 1894 y que hoy lleva su nombre (Sociedad Criolla Dr. Elías Regules).
Participó junto a Javier de Viana, Antonio Lussich, El "Viejo Pancho", Juan Escayola, Martiniano Leguizamón y Domingo Lombardi entre otros, de la publicación El Fogón, la más importante que tuvo la región en género gauchesco, y que viera la luz en septiembre de 1895 fundada por Orosmán Moratorio y Alcides de María.

### Vida privada
Fruto de su unión en 1886 con Statira Molins Acosta y Lara, argentina, oriunda de Gualeguaychú, nacieron Blanca, Elías, Selva, América, Sarandí y Tabaré. Elías y Tabaré se dedicaron a la medicina, al igual que su padre. Tabaré, incluso, tuvo cierta actividad como escritor. En 1900 compra su chacra "La Margarita" en Peñarol (Montevideo) donde da forma a una pequeña estancia en su forma y costumbres, constituyendo centro de una gran actividad tradicionalista y cultural.
Falleció el 4 de noviembre de 1929 a los 68 años, en Montevideo en su chacra del barrio Peñarol, mientras paseaba por el campo acompañado de su fiel perro Camundá.

## Obras literarias

### Poesía
- Versitos criollos (1894)
- Renglones sobre postales (1908)
- Veinte centésimos de versos (1911)
- Mi pago (1924)
- Versos criollos (1924)

### Teatro
- Martín Fierro (1890), adaptación escénica del poema de José Hernández.
- El entenao (1892)
- Los guachitos (1894)

### Narrativa
- Pasto de cuchilla (1904)

## Día de la Tradición
El 22 de mayo de 1946 se establece por Ley Nacional, iniciativa del diputado Olivera Ubios la conmemoración anual del "Día de la Tradición" eligiéndose como fecha del mismo el día del nacimiento del Dr. Elías Regules. La Sociedad Criolla Dr. Elías Regules mantiene viva, con más de 120 años de trayectoria, la llama del nativismo. Su sede está en Montevideo, en Av. Bolivia 2455.